# 小行星26232
小行星26232（26232 Antink）是一颗绕太阳运转的小行星，为主小行星带小行星。该小行星于1998年8月19日发现。

## 轨道参数
小行星26232的轨道半长轴为359 728 145 km，2.4045999 UA，离心率为0.170。